# Климовская (Бабушкинский район)
Климовская — деревня в Бабушкинском районе Вологодской области.
Входит в состав сельского поселения Бабушкинское (до 2016 года входила в Демьяновское сельское поселение), с точки зрения административно-территориального деления — в Демьяновский сельсовет.
Расстояние по автодороге до районного центра села имени Бабушкина — 30 км, до деревни Демьяновский Погост — 2,5 км. Ближайшие населённые пункты — Тарабукино, Коровенская, Подгорная, Демьяновский Погост.
Согласно книге «Родословие Вологодской деревни», впервые деревня упоминается в письменных источниках в 1619 г. как деревня Климовская Вотченской волости Тотемского уезда. Населена была чёрносошными крестьянами.
Население по данным переписи 2002 года — 11 человек.
В Климовской расположен памятник архитектуры амбар.